# Thordai János
Thordai János, névvariáns: Tordai János (Torda, 1597? – Kolozsvár, 1636. január 13.) unitárius lelkész, fordító, tanár.

## Pályája
Tanulmányait Kolozsvárott, majd Odera-Frankfurtban az egyetemen végezte. 1626-tól a kolozsvári unitárius kollégium tanára, 1634-től Kolozsvár unitárius lelkésze volt.  Részt vett a második unitárius énekeskönyv (1632) szerkesztésében, melyben néhány zsoltára és két imádsága is olvasható.
Főműve: Dávid király százötven zsoltárának magyarra fordítása. Bogáthi Fazekas Miklósé után ez volt a második teljes unitárius zsoltárkönyv. Thordai János fordítása költőiségben nem marad el a református Szenczi Molnár Albert híres zsoltárfordítása mögött. Az 1627-ben elkészült zsoltárgyűjtemény akkor nem jelent meg nyomtatásban, de a kéziratot többször lemásolták, és énekeit átvették a későbbi unitárius énekgyűjtemények. Nyomtatásban először csak 1967-ben jelentek meg: Régi Magyar Költők Tára, XVII./4. kötet, 152–391.
Thordai János Epiktétosz első magyar fordítója is. A „jámbor görög filozófusnak […] szép és igen hasznos, a jó erkölcsről írott kézben hordozó könyvecskéjét” valószínűleg 1628-ban fordította le. „Ez a munka az első magyar nyelvre átültetett antik filozófiai írás, és mint ilyen, a magyar bölcselet történetének egyik nagyon fontos állomása.